# لغة لاو
لغة لاو أو اللغة اللاوية هي اللغة الرسمية في لاوس. وتنتشر أيضاً في المنطقة الشمالية الشرقية لتايلاند، في جنوب شرق الصين وفي كمبوديا وفي بورما. عدد المتكلمين بها حوالي 10 ملايين شخص تنتسب إلى مجموعة اللغات التايلاندية وعائلة اللغات الصينية التيبية. تتصدر اللهجة الفينتيانية أساس اللغة الأدبية اللاوسية، اللاعبة دورها الكبير.
ويقسم قاموس هذه اللغة على أساس الكلمات المتفرقة، وبشكل عام تشكل اللغات التايوانية مجموعات لعديد من اللغات المترابطة مثل اللغة البالية واللغة السنسكريتية. وأول رموز كتابية قديمة وجدت في قرن 13 وجدت في منطقة لاوس.